# Star 28/29
Les Star 28  et  Star 29 sont des camions polonais fabriqués par Fabryka Samochodów Ciężarowych „Star”. Ils constituent des versions intermédiaires entre les modèles précédents (les Star 25 et Star 27) et le modèle à venir le Star 200.

## Historique

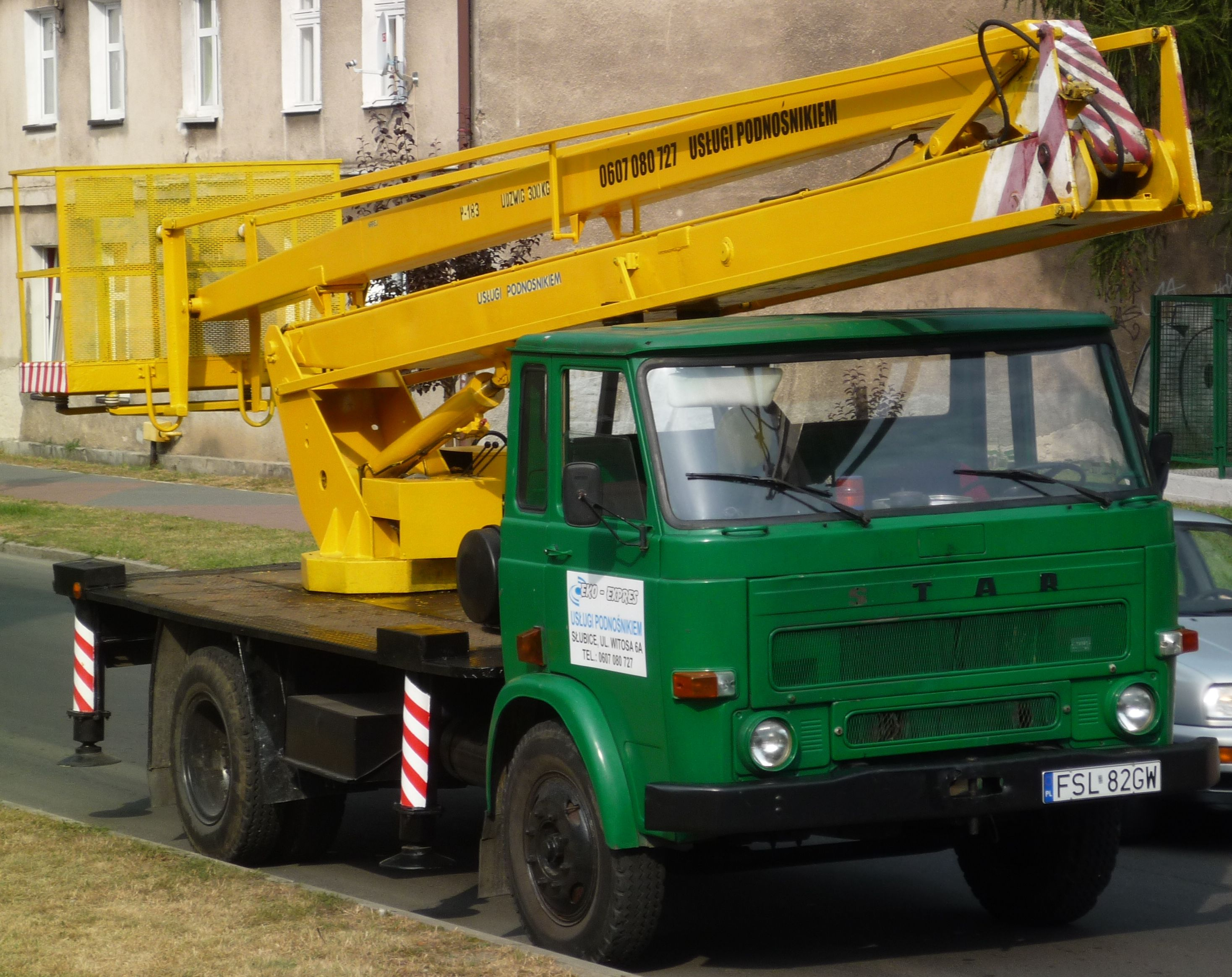
Star 29 grue mobile

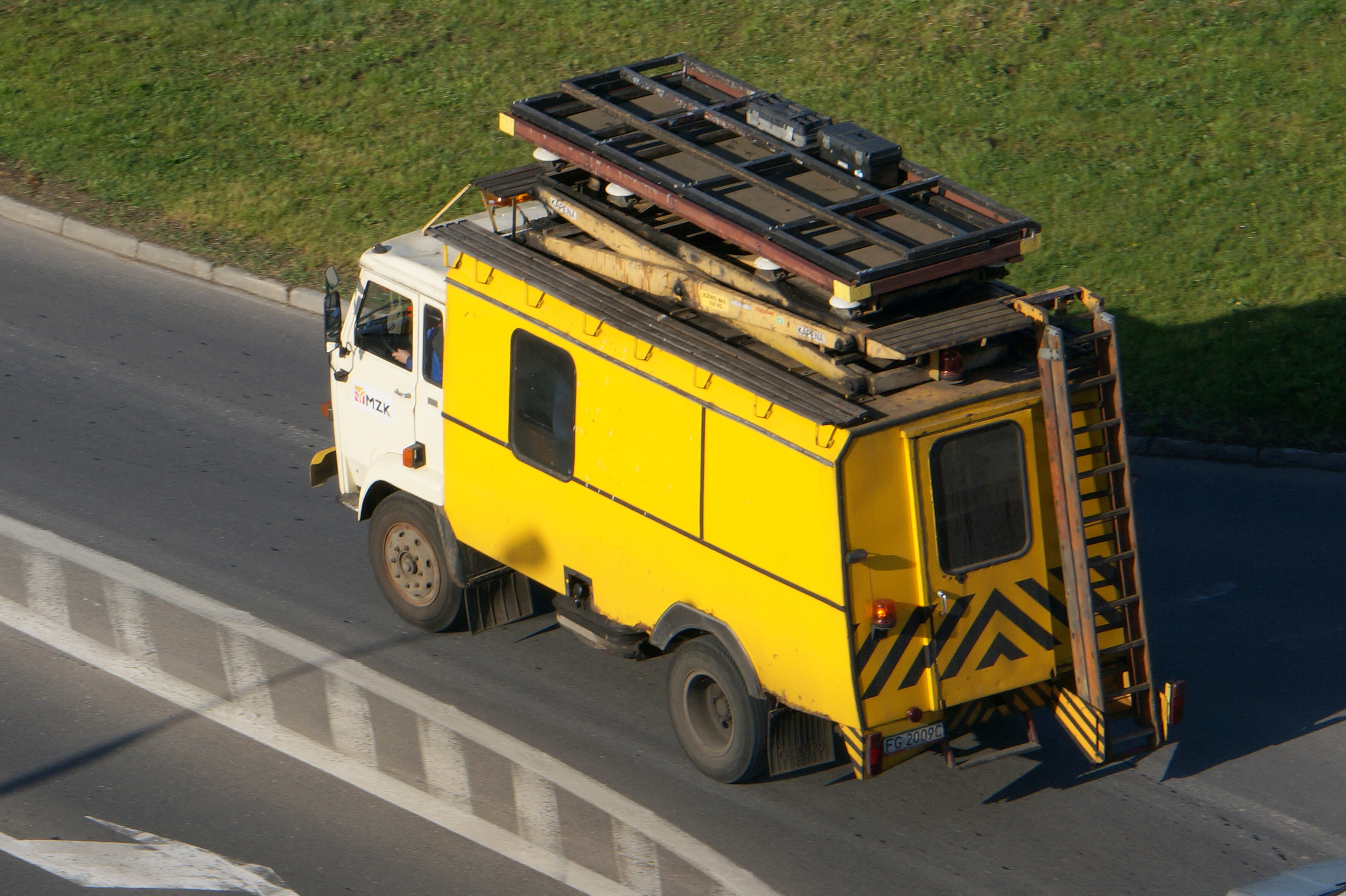
Star 28, nacelle élévatrice

Les premiers prototypes du Star 200 sont construits au tournant des années 1964 et 1965, ils sont présentés au public en 1966. Les problèmes avec la mise en production en série (l'économie socialiste manquait habituellement des moyens d'investissement) causent la réalisation des modèles intermédiaires: le Star 28 (propulsé par un moteur diesel) et le Star 29 (propulsé par un moteur essence). Dans leurs constructions on utilisait en même temps des éléments des Star 25 et Star 27 (certains d'entre eux étaient modernisés: le moteur, la boîte de vitesses et le pont arrière) et du Star 200. Les anciens éléments sont progressivement remplacés pour atteindre finalement 100 % des pièces du Star 200 et ainsi obtenir le nouveau modèle. Les cabines sont conçues en coopération avec la société française Chausson, elles offrent aux chauffeurs des conditions de travail confortables : sièges anatomiques avec la possibilité de régulation, chauffage, ventilation, volant réglable en hauteur, possibilité d'installer une radio et un lavabo. Toutes ces améliorations rapprochent les Star 28 et Star 29 de leurs homologues européens. 
Le Star 29 est le dernier camion à moteur essence fabriqué à Starachowice.
Les défauts principaux de ces deux camions sont : 
- manque de direction assistée (ce qui rend le travail fatigant, surtout lors de manœuvres)
- l'usage du frein et de l'embrayage nécessite également l'emploi de force considérable
- boîte de vitesses partiellement synchronisée

## Motorisation
Les Star 28 et Star 29 sont propulsés par les moteurs suivants :
- moteur diesel de type S530A[1] développant 100ch pour Star 28
- moteur essence de type S47A[2] développant 105ch pour Star 29

| Paramètre               | Star 28 | Star C28 | Star Ż28 | Star 29 |
| ----------------------- | ------- | -------- | -------- | ------- |
| Charge utile            | 5000 kg | -        | -        | 5000 kg |
| Masse du châssis        | 4140 kg | 3670 kg  | 3320 kg  | 3960 kg |
| Poids à vide            | 4290 kg | 3670 kg  | -        | 3845 kg |
| PTAC                    | 9290 kg | 14510 kg | 9270 kg  | 9100 kg |
| Masse de la remorque    | 5250 kg | -        | -        | 5250 kg |
| empattement             | 3400 mm | 3000 mm  | 3400 mm  | 3400 mm |
| surface utile           | 9,9 m²  | -        | -        | 9,9 m2  |
| vitesse maximale (km/h) | 81      | 76       | 40       | 81      |
| consommation (l/100 km) | 20,8    | 29       | 20,8     | 37,5    |

## Différentes versions
- C28 tracteur routier
- Ż28 grue mobile
- BW 28 camion benne
- fourgons spéciaux